# Myotis rosseti
Myotis rosseti — вид рукокрилих роду Нічниця (Myotis).

## Поширення, поведінка
Проживання: Камбоджа, Лаос, Таїланд. Цей вид використовує порушені місцепроживання, в Таїланді знаходиться в дуплах дерев і дахах будинків і заростях бамбука.